# Edit Hedin
Edit Josefina Hedin, född 7 december 1892 i Stockholm, död 24 mars 1976 i Göteborg, var en svensk skolledare.
Hedin, som var dotter till en skräddare, utexaminerades från Högre lärarinneseminariet i Stockholm 1914. Hon innehade lärartjänster i Uppsala, Göteborg och Stockholm 1914–22, var rektor för Fruntimmersföreningens flickskola i Göteborg 1930–38 och därefter biträdande rektor vid Vasa kommunala flickskola i samma stad till pensioneringen 1958. 
Hedin publicerade 1967 historiken Göteborgs flickskolor. En historisk återblick. Hon var därefter till sin död sysselsatt med att samla material till en framställning om Göteborgs historia under 1700-talet i syfte att ansluta till Helge Almquists 1719 slutade historia.
Hedin, som var ogift, ligger begravd i familjegraven på Norra begravningsplatsen i Stockholm.